# Sistema parlamentare
Il sistema parlamentare è un tipo di forma di governo democratica, la più diffusa in Europa, in cui la volontà popolare è affidata al parlamento.
Essa si può distinguere in due modi:
- Repubblica parlamentare: il capo dello stato viene eletto a suffragio diretto o indiretto ed assume un'investitura temporanea.
- Monarchia parlamentare: la carica di capo dello Stato viene rappresentata dal monarca, designato per via ereditaria e dinastica.

Entrambe le forme di governo, comunque, sono articolate secondo la stessa fisionomia di tipo monistico (dal greco mònos = uno solo) il che vuol dire che il potere politico si concentra in un unico organo: il Parlamento. Esso, in virtù del circuito democratico nel quale si articola la democrazia rappresentativa, è il mandatario del Corpo elettorale e mandante del potere esercitato dal Governo.

## Sotto il profilo storico
Le origini del sistema parlamentare si trovano nella nascita dell'istituzione Parlamento nel Medioevo e nel suo progressivo accrescimento di funzioni e poteri per tutto il corso dell'età moderna; ciò avvenne soprattutto in ambito anglosassone attraverso un'evoluzione costituzionale della responsabilità ministeriale.
In seguito, "la fortuna delle assemblee legislative coincide con quella dei partiti politici, il cui battesimo fu celebrato per l'appunto in Inghilterra, con il Reform Act del 1832".

## Sotto il profilo giuridico
Il Parlamento, eletto direttamente dal popolo, nella forma di governo parlamentare non ha competenze soltanto legislative, ma ha anche il compito di esprimere il governo e di controllarne l'operato. Infatti il governo, che detiene il potere esecutivo, è la rappresentazione della maggioranza del parlamento, da esso deve ricevere la fiducia ed è costretto a dimettersi se tale fiducia viene a mancare. Di contro al potere del parlamento, fa normalmente da contrappeso il potere, assegnato talvolta al governo e talvolta al capo dello stato, di sciogliere le camere e indire elezioni anticipate.
In tali sistemi il ruolo decisivo lo assume la maggioranza parlamentare, ovvero la formazione dei partiti, da soli o in coalizione, che - conseguendo la maggioranza nelle assemblee, i cui seggi sono posti in palio mediante il voto popolare - vincono le elezioni e quindi assumono il diritto di formare il Governo. Tra potere esecutivo e potere legislativo non vi è in genere contrapposizione: infatti il primo è formato dalla stessa maggioranza del secondo e, quindi, ha di fatto il potere di fissare l'agenda dei lavori parlamentari. Nel parlamento comunque sono presenti anche i partiti di opposizione che possono ostacolare l'azione di governo.

## Sotto il profilo sociologico
La forma di governo parlamentare, affermatasi in Europa a partire dagli esempi inglese e francese della seconda metà dell'Ottocento, subì un momento di crisi ad inizio Novecento, quando emerse «come lo Stato liberale non avesse al suo interno le capacità e le risorse politiche e culturali per corrispondere alla crescita delle funzioni che la guerra mondiale aveva conferito agli apparati pubblici».
(Giacomo Matteotti, La discussione dei bilanci alla Camera. Un’altra illusione.)
Il superamento della crisi dei parlamenti, avvenuta con l'affermazione della liberaldemocrazia, ha dato luogo ad una nuova “geografia dei poteri” che ha individuato nel Parlamento un luogo di conflitto e di componimento tra gli interessi di gruppo: "intorno alla sua funzione di rappresentanza si è esercitata non soltanto la scienza ma anche l'azione politica, in termini di spazio da occupare o pericolo da eludere (Kautsky, Bernstein, Lenin), in termini di modalità di esercizio del potere (Weber, Schmitt), in termini di produzione della norma (Kelsen) o di funzionamento del meccanismo dello scambio politico" di Schumpeter ed Anthony Downs.

## Mandato fiduciario
Il voto di fiducia, in senso politico, è lo strumento tipico delle democrazie parlamentari nelle quali il Governo è legato al Parlamento da un mandato di fiducia.
Esso serve ad esprimere il consenso del Parlamento, generalmente l'unico organo pienamente rappresentante della piena volontà popolare, alla formazione di uno specifico esecutivo.
Le modalità mediante le quali il Parlamento può accordare o revocare la fiducia è funzione del tipo di parlamentarismo adottato in un determinato Stato.